# クイーンズランド州総督
クイーンズランド州総督（クイーンズランドしゅうそうとく、英語: Governor of Queensland）は、オーストラリア連邦クイーンズランド州の総督である。

## 一覧
| 代数 | 氏名                           | 就任           | 退任           |
| ---- | ------------------------------ | -------------- | -------------- |
| 1    | ジョージ・ボーウェン           | 1859年12月10日 | 1868年1月4日   |
| 2    | サミュエル・ブラッコール       | 1868年8月14日  | 1871年1月2日   |
| 3    | ジョージ・フィップス           | 1871年8月12日  | 1874年11月12日 |
| 4    | ウィリアム・ケアンズ           | 1875年1月23日  | 1877年3月14日  |
| 5    | アーサー・ケネディ             | 1877年7月20日  | 1883年5月2日   |
| 6    | アンソニー・マスグレイヴ       | 1883年11月6日  | 1888年11月9日  |
| 7    | ヘンリー・ノーマン             | 1889年5月1日   | 1895年12月31日 |
| 8    | チャールズ・コクラン＝ベイリー | 1896年4月9日   | 1901年12月19日 |
| 9    | ハーバート・チャームサイド     | 1902年3月24日  | 1904年10月10日 |
| 10   | フレデリック・セシジャー       | 1905年11月30日 | 1909年5月26日  |
| 11   | ウィリアム・マグレガー         | 1909年12月2日  | 1914年7月16日  |
| 12   | ハミルトン・グールド＝アダムズ | 1915年3月15日  | 1920年2月3日   |
| 13   | マシュー・ネイサン             | 1920年12月3日  | 1925年9月17日  |
| 14   | ジョン・グッドウィン           | 1927年6月13日  | 1932年4月7日   |
| 15   | レスリー・ウィルソン           | 1932年6月13日  | 1946年4月23日  |
| 16   | ジョン・ラヴァラック           | 1946年10月1日  | 1957年12月4日  |
| 17   | ヘンリー・アベル・スミス       | 1958年3月18日  | 1966年3月18日  |
| 18   | アラン・マンスフィールド       | 1966年3月21日  | 1972年3月21日  |
| 19   | コリン・ハンナ                 | 1972年3月21日  | 1977年3月20日  |
| 20   | ジェームズ・ラムゼイ           | 1977年4月22日  | 1985年7月21日  |
| 21   | ウォルター・キャンベル         | 1985年7月22日  | 1992年7月29日  |
| 22   | レニーン・フォード             | 1992年7月29日  | 1997年7月29日  |
| 23   | ピーター・アーニソン           | 1997年7月29日  | 2003年7月29日  |
| 24   | クエンティン・ブライス         | 2003年7月29日  | 2008年7月29日  |
| 25   | ペネロープ・ウェンズリー       | 2008年7月29日  | 2014年7月29日  |
| 26   | ポール・ド・ジャージー         | 2014年7月29日  | 2021年11月1日  |
| 27   | ジャネット・ヤング             | 2021年11月1日  | （現職）       |